# Матильда (пфальцграфиня Лотарингии)
Мати́льда (нем. Mathilde, лето 979 — 4 ноября 1025 Gut Aeccheze (Эхц?)) — третья дочь императора Священной Римской империи Оттона II и императрицы Феофано.

## Биография
Уже в ранние годы Матильда была передана на воспитание в знаменитый в то время Эссенский монастырь, где аббатисой была её кузина Матильда. Предположительно из-за отсутствия кандидата в супруги, равного по положению императорской дочери, Матильде предстояло стать аббатисой монастыря. Так, её старшие сёстры Адельгейда и София, получившие образование соответственно в Кведлинбурге и Гандерсхайме, позднее стали аббатисами этих монастырей, а её воспитательница, Матильда Эссенская, — в Эссенском монастыре и также возглавила его. До настоящего времени открыт вопрос, почему Матильда была выдана замуж за будущего пфальцграфа Лотарингии Эццо, человека ниже её по положению. По свидетельству Титмара Мерзебургского этот брак возбуждал недовольство многих. Брат Матильды, император Оттон III, чтобы обеспечить её семье достойный уровень жизни, наделил её обширными дарениями из достояния империи. Дата свадьбы точно неизвестна, называются 991 и 993 годы.
В летописях монастыря Браувайлер, который основали позднее Эццо и Матильда и который стал семейной обителью Эццоненов, есть легенда о браке сестры императора. Якобы юный Оттон III обещал Эццо исполнение любого его требования, если тот выиграет у него партию в шахматы. После победы над Оттоном Эццо пожелал сочетаться браком с Матильдой. Императрица Феофано вынуждена была согласиться с замужеством дочери, так как при дворе увидели в происшедшем божью волю. Эццо, к неудовольствию эссенской аббатисы Матильды, забрал невесту из монастыря. По более позднему романтичному варианту легенды, Эццо был тайно влюблён в Матильду и похитил её из Эссенского монастыря, а удачной игрой в шахматы добился прощения.
Известно лишь то, что Феофано дала согласие на брак, а эссенская аббатиса противилась ему, так как монастырь терял будущую аббатису родом из императорской семьи. Можно с уверенностью сказать, что без согласия императрицы брак не состоялся бы. Возможно, он был средством заручиться поддержкой Оттона III со стороны родственников Эццо, располагавших обширными владениями на Нижнем Рейне и Нижнем Мозеле, вероятно, ещё со времён Каролингской империи. Мать Эццо происходила из рода герцогов Швабии. Его семья распространила своё влияния на области у западных рубежей рейха. Этим браком она тесно связывалась с династией Оттонов.

### Брак и дети
У Матильды и Эццо было десять детей:
- Герман II (ок. 995 — 11 февраля 1056), фогт монастыря Браувайлер, пробст Кёльнского собора с 1033, архиепископ Кёльна с 1036 года
- Рыкса (ок. 994 — 21 марта 1063); муж: с 1013 года Мешко II Ламберт (989 — 10 мая 1034), король Польши с 1025
- Людольф фон Браувайлер (ок. 998 — 11 апреля 1031), фогт монастыря Браувайлер, сеньор Вальденбурга
- Оттон I (ок. 998 — 7 сентября 1047), пфальцграф Лотарингии в 1035—1045 годах, герцог Швабии (под именем Оттон II) с 1045 года
- Адельгейда (ум. 20 июня до 1011), монахиня, возможно, аббатиса в Нивеле.
- Ида (ум. 7/8 апреля 1060), аббатиса монастыря Святой Марии Капитолийской в Кёльне и монастыря Гандерсхайм.
- Феофано (ум. 5 марта 1056), аббатиса монастыря в Эссене и монастыря Гандерсхайм.
- Хейльвига (ум. около 21 сентября 1076), аббатиса монастырей в Нойсе, Филихе и Диткирхене (что напротив Филиха на другом берегу Рейна)
- Софья (ум. 1045/1058)
- Матильда (ум. около 1051/1057), аббатиса монастырей в Диткирхене и Филихе.